# 이스라엘의 여자 배우 목록

## 가
- 네타 가르티
- 프니나 가리
- 시라 게펜
- 쇼샤 고렌
- 첼리 골덴베르그
- 야엘 골드만
- 길라 골드스테인
- 길라 골란
- 알리자 구르
- 갈리트 구트만
- 조피트 그란트
- 야엘 그롭글라스
- 베키 그리핀
- 사라 기바티

## 나
- 하니 나미아스
- 루티 나본
- 시라 나오르
- 힐라 나츠슈혼
- 레브카 네우만

## 다
- 쇼샤나 다마리
- 에기니아 도디나
- 메이탈 도한
- 일라나 디아만트

## 라
- 에스테르 라다
- 달리아 라비
- 인바르 라비
- 하나 라슬로
- 수지 라하프
- 시반 레비
- 아시 레비
- 다프나 레츠테르
- 바르 라파엘리
- 지바 로단
- 한나 로비나
- 프니나 로센블룸
- 리아트 론
- 렘 루바니
- 아감 루드베르그
- 오데야 러쉬
- 네타 리스킨
- 리타

## 마
- 마야 마론
- 한나 마론
- 에스티 마모
- 리나트 마타토프
- 아예레트 메나헤미
- 라마 메싱게르
- 케렌 모르
- 레베카 미카엘리

## 바
- 오나 바나이
- 도리트 바르 오르
- 센디 바르
- 야엘 바르 조하르
- 오를리 베이네르만
- 다나 베르게르
- 미리암 베른스데인코헨
- 미카엘라 베르쿠
- 브리기테 보르게세
- 미리 보하다나
- 아니아 부크스타인
- 니나 브로쉬
- 마리나 막시밀리안 블루민
- 리키 블리치
- 힐라 비도르
- 아디 비엘스키

## 사
- 니차 사울
- 트지피 샤비트
- 탈리아 샤피라
- 유발 슈아르프
- 메스키 시브루시반
- 미리 실론
- 아디 실론
- 오를리 실베르사츠 바나이
- 오를리 쇼샨
- 마야 쇼에프
- 타미 스트라나치

## 아
- 야나이 노아
- 사라 아들레르
- 시라 아라드
- 히암 아바스
- 아비탈 아베르겔
- 야엘 아베카시스
- 에프라트 아브라모프
- 밀리 아비탈
- 아디 아슈케나지
- 아낫 아츠몬
- 갈리 아타리
- 쇼슈 아타리
- 모란 아티아스
- 미리 알로니
- 길라 알마고르
- 레이몬드 암살렘
- 에티 앙크리
- 미찰 야나이
- 헨 야니
- 하다스 야론
- 엘라나 에덴
- 카나 에덴
- 마야 에셰트
- 아디 에즈로니
- 아나트 엘리멜렉
- 로니트 엘카베츠
- 디클라 엘카슬라시
- 알레나 이브
- 다나 이브기

## 자
- 다니엘 자델린
- 알마 자크
- 바트셰바 제이슬레르
- 미리암 조하르
- 아예렛 주러

## 차
- 리아즈 차르치

## 카
- 롤란드 가그린
- 다비다 카롤
- 베로니카 케다르
- 다니엘라 케르테스
- 레아 코니그
- 아야 코렌
- 클라라 코우리
- 리프 코헨
- 올가 쿠르쿨리나
- 알로나 킴히

## 타
- 니네트 타예브
- 시라즈 탈
- 샤론 탈
- 알로나 탈
- 야엘 탈
- 소피 트세다카
- 노아 티슈비

## 파
- 아미트 파르카슈
- 니스렌 파오우르
- 바 팔리
- 멜라니 페레스
- 오르나 포라트
- 나오미 폴라니
- 달리아 프리드란드
- 하니 푸르스텐베르그
- 레바나 핀켈스테인

## 하
- 에벨린 하고엘
- 하야 하라레트
- 에덴 하렐
- 자하리라 하리파이
- 시라 하스
- 오프라 하자
- 아디 히멜블로이